# Ippon

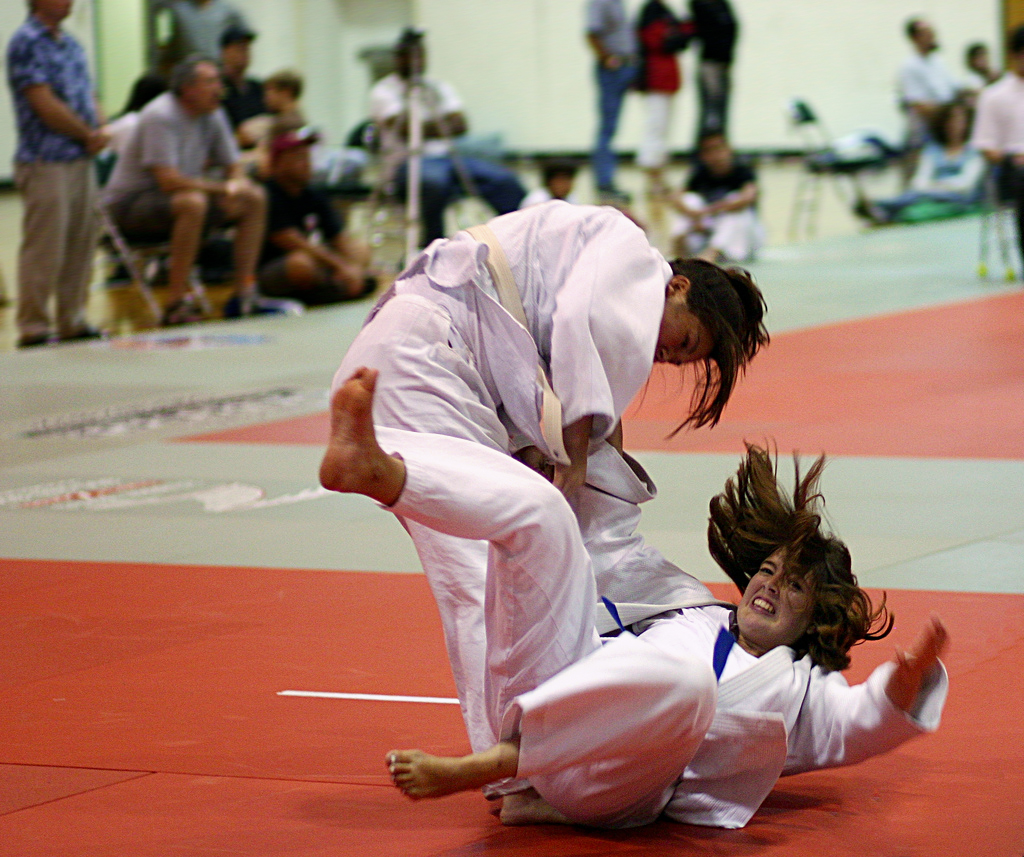
Una técnica de ippon en un campeonato de judo.

Ippon (一本) es un término japonés utilizado en arte marciales de ese país, como judo, kárate y otras disciplinas similares. Es una expresión empleada en los combates para designar un punto, con matices de estilos ya sea en kárate (shobu Ippon) o en judo. El punto se concede cuando el golpe o la técnica es aplicada de forma correcta, o como resultado de proyectar al oponente de modo que al caer dé con la espalda por completo en el tatami. Si es a un solo punto, con ippon la lucha se cierra, pudiendo así definir la lucha en apenas un golpe; en cambio, no es así si la lucha se decide a tres ippon (sambon). Este también puede ser concedido en caso de inmovilizaciones (osae-waza) dentro del tiempo reglamentado (20 segundos), o cuando el adversario se rinde al aplicarle una llave o estrangulamiento (shime-Waza).
Otra forma de obtener un punto completo es con la descalificación del oponente, mediante un hansoku-make. En el judo se puede marcar un ippon como la suma de dos waza-ari; es decir, de dos técnicas no decisivas.
- Datos: Q751522